# Неплі
Неплі (Непле, пол. Neple) — село в Польщі, у гміні Тереспіль Більського повіту Люблінського воєводства. Населення — 245 осіб (2011).

## Історія

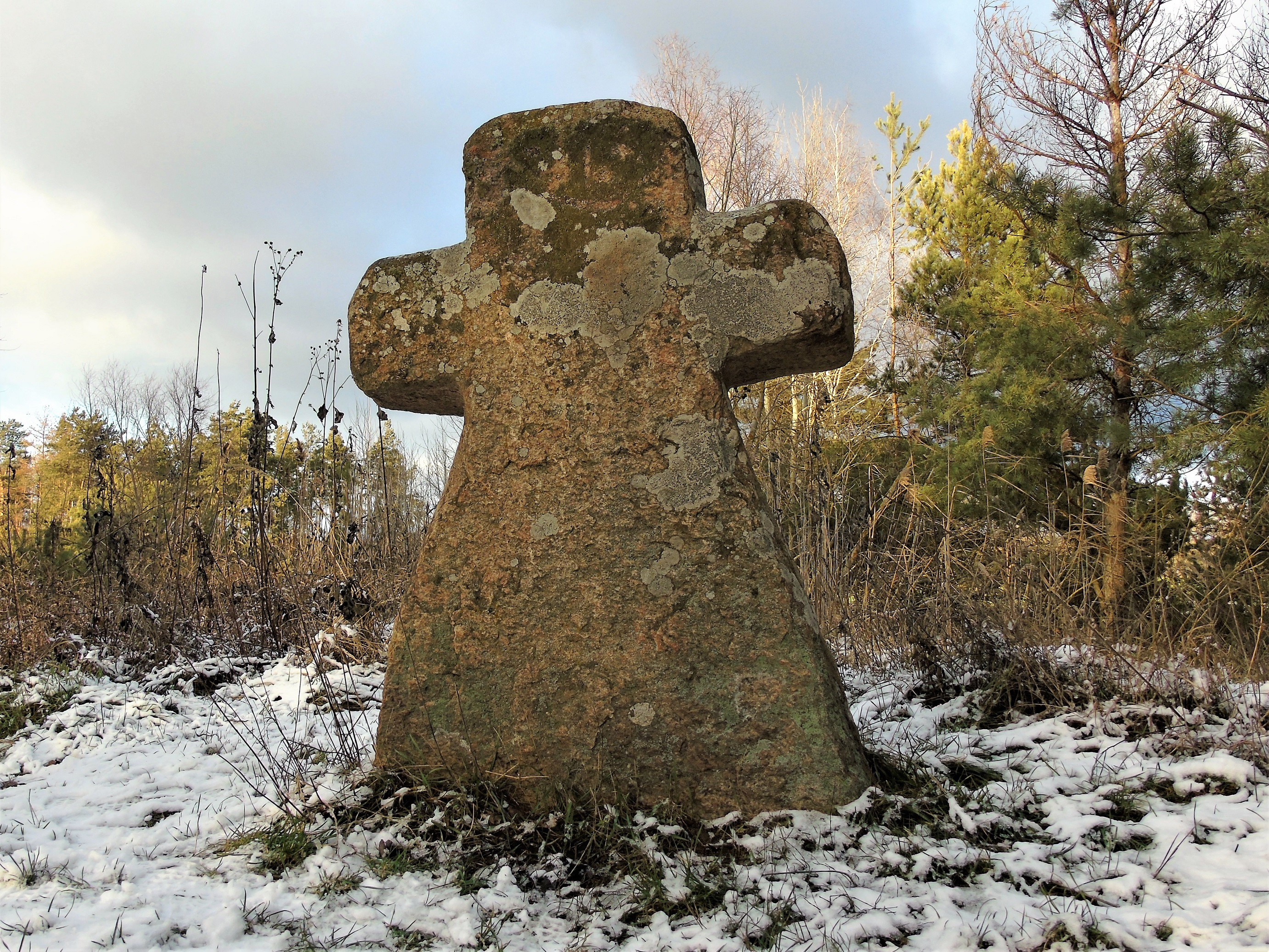
«Кам'яна баба» в Неплях

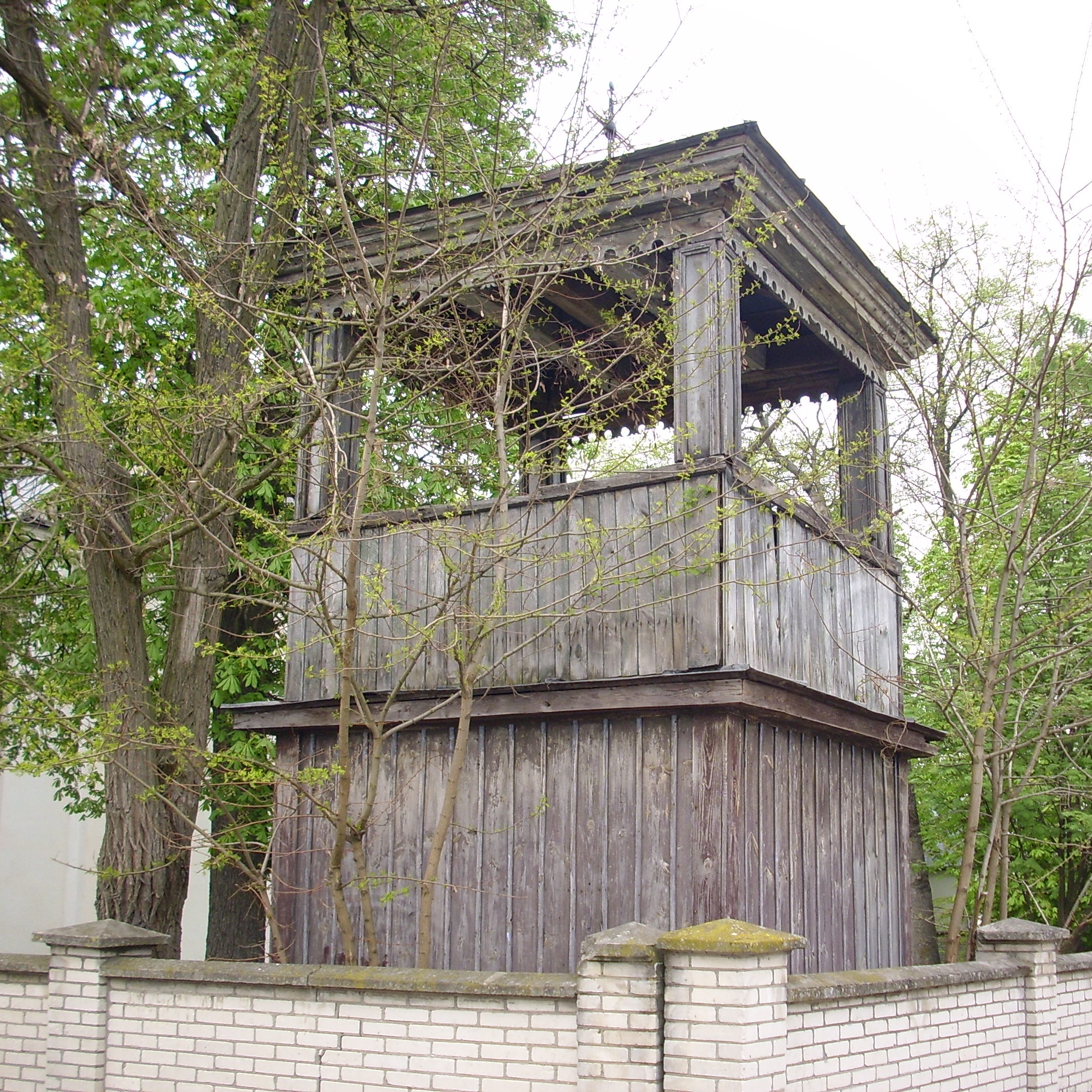
Дзвінниця при церкві

У Неплях стоїть «кам'яна баба», відома також як «підляська баба», яка можливо походить з часів Галицько-Волинського князівства.
1686 року Адам Скашевський звів у селі церкву східного обряду. 1769 року було зведено нову муровану церкву.
За даними етнографічної експедиції 1869—1870 років під керівництвом Павла Чубинського, у селі переважно проживали греко-католики, які розмовляли українською мовою. 1872 року місцева греко-католицька парафія налічувала 487 вірян. 1885 року російська адміністрація перевела греко-католицьку церкву на православ'я.
У міжвоєнні 1918—1939 роки польська влада в рамках великої акції руйнування українських храмів на Холмщині і Підляшші перетворила місцеву православну церкву на римо-католицький костел.
У 1943 році в селі мешкало 73 українці та 324 поляки. У 1947 році під час операції «Вісла» польська армія виселила з Неплів у північно-західні воєводства 32 українців (10 родин).
У 1975—1998 роках село належало до Білопідляського воєводства.

## Населення
Демографічна структура станом на 31 березня 2011 року:
|          | Загалом | Допрацездатний вік | Працездатний вік | Постпрацездатний вік |
| -------- | ------- | ------------------ | ---------------- | -------------------- |
| Чоловіки | 119     | 23                 | 77               | 19                   |
| Жінки    | 126     | 22                 | 66               | 38                   |
| Разом    | 245     | 45                 | 143              | 57                   |